# Polynema pellucens
Polynema pellucens är en stekelart som beskrevs av Soyka 1956. Polynema pellucens ingår i släktet Polynema och familjen dvärgsteklar. Inga underarter finns listade i Catalogue of Life.